# Птолемеј XII Аулет
Птолемеј XII Аулет (грч. Πτολεμαῖος Νέος Διόνυσος Θεός Φιλοπάτωρ Θεός Φιλάδελφος, између 115 и 107—51. п. н. е.) је био краљ хеленистичкога Египта из династије Птолемејида, а владао је у два наврата, 80—58. п. н. е. и 55—51. п. н. е. Познат је као отац Клеопатре VII, последње краљице птолемејскога Египта. Одржавао се на власти удовољавајући римским захтевима и подмићивањем римских сенатора.

## Долазак на власт
Након смрти Птолемеја IX Латира власт у Египту преузела је 81. п. н. е. Береника III. Удала се за Птолемеја XI, који ју је из непознатих разлога убио. Пошто је Береника III била изузетно популарна, руља је линчовала Птолемеја XI, па је птолемејска династија остала без легитимних мушких наследника. Једини легитимни наследник са женске стране била је Клеопатра Селена I. Птолемеј XII и његов брат били су незаконити синови Птолемја IX Латира са грчком конкубином. Птолемеј XII је именован за краља Египта, а његов брат Птолемеј од Кипра за краља Кипра. Страбон сматра да је веома лоше владао. Надимак Аулет, што значи свирач на фрули, добио је јер је свирањем фруле пратио хорове.

## Неки Римљани траже анексију Египта
Право на трон Птолемеја XII је било несигурно, јер је био незаконити наследник египатскога трон. Римски политичари су се на то често позивали и тврдили су да је египатски краљ Птолемеј X по тестаменту наводно Египат оставио Риму. Марко Лициније Крас и Цезар тражили су 65. п. н. е. да се анектира Египат, али Катул Капитолин и Цицерон су се противили њиховом предлогу. Римски народни трибун Публије Сервилије Рул је тако 63. п. н. е. предложио да Рим анектира Египат, позивајући се на наводни тестамент Птолемеја X. Рул је предложио да Рим искористи египатско богатство да би спровео амбициозну аграрну реформу, али његов предлог је био одбијен. Рул је тим предлогом заправо намеравао да заповедништво у таквом рату повери некоме ко би био конкурент Помпеју, који је тада ратовао на истоку.

## Коначно признат од Рима као краљ
Птолемеј је са друге стране тражио Помпејеву подршку, па му је 63. п. н. е. послао златну круну и обећао да ће плаћати 8.000 коњаника потребних за освајање Јудеје. Тражио је од Помпеја да дође у Египат и успостави ред. Помпеј је одбио Птолемејев позив, али примио је круну и коњицу. На тај начин успоставио је контакт и пријатељство са Помпејем. Грађани Александрије су били посебно бесни 63. п. н. е. јер је Птолемеј Римљанима дао 8.000 коњаника да би Рим покорио Јудеју, због које је Египат водио много ратова са Селеукидима. Птолемеј је због свога несигурнога положаја упорно тражио и потплаћивао само да га Римљани признају за легитимнога краља. Тражио је да Рим потврди његову власт и да га призна за пријатеља и савезника. Након формирања Првога тријумвирата био је коначно признат као легитимни краљ, пријатељ и савезник римскога народа. Да би га Цезар подржао морао је да посуди 6.000 таланата да би дао Цезару у замену за подршку.

## Побуна и бег из Египта
Птолемеј је трошио велики новац подмићујући сенаторе и водеће људе у Риму. Међутим, Птолемејева власт у самом Египту није била сигурна. Иако је трошио новац пореских обвезника на подмићивање Римљана ипак није успео 58. п. н. е. да спречи да Рим анектира Кипар. Публије Клодије је дао на гласање закон, којим Кипар постаје римска провинција, а за гувернера Кипра се поставља Катон Млађи. Египћани су од Аулета очекивали да тражи од Римљана да им врате Кипар као веома важно острво. Међутим он ништа значајно није предузео да спаси Кипар. Морао је да повећа порезе да би могао да отплаћује кредите које је узео за подмићивања у Риму, а све то заједно разгњевило је Грке у Александрији, који су се подигли против њега. У Египту су против њега избили немири, па је морао да побегне 58. п. н. е.

## У изгнанству у Риму
На власт у Египту је дошла његова ћерка Береника IV. Онда је успео да наговори Римљане да му помогну да се врати на трон, а као заповедника похода одређен је Публије Корнелије Лентул Спинтер. У међувремену нова власт у Египту послала је велику делегацију да се у Риму одбрани од Птолемејевих оптужби и да оправдају своје акције. Птолемеј је потплатио многе људе да успут побију чланове делегације. Ипак неколико чланова делегације је преживело нападе, укључујући и вођу Диона. Дион је требало да говори у Сенату, али Птолемеј је потплаћивањима спречавао да га приме у Сенату. Диона је касније неко убио, али нико тада није гањао починиоце и наредбодавце, понајвише због чињенице да је Птолемеја угостио и пружао му велику подршку сам Помпеј. Птолемеј је боравио у Риму, али како више није био краљ посуђивао је новац за потплаћивања, а највише од Гаја Рубирија Постума.

## Сибилско пророчанство
Иако је уживао велику Помпејеву подршку, али и многих других, које је потплаћивао његов повратак у Египат на трон омело је Сибилско пророчанство. У то време нађено је у сибилским књигама пророчанство где је стајало да ако египатски краљ тражи помоћ, да му се не одбије пријатељство, али да му се не пружи помоћ у великој сили. Када је пророчанство анализирано у Сенату једни су пристајали да се да задатак Публију Корнелију Лентулу Спинтеру да без војске врати Птолемеје на трон, а други да Птолемеја у Египат прати Помпеј, али само са два ликтора. Птолемеј је тражио да га Помпеј прати, али сенатори су онда то одбили плашећи се да ће то омогућити Помпеју да стекне још већу моћ.

## Аул Габиније га враћа на трон
Птолемеј XII Аулет је дошао код проконзула Сирије Аула Габинија тражећи начин да се врати на власт у Египту. Птолемеј XII Аулет је дошао са Помпејевим писмом и нудио је да плати 10.000 таланата. Габиније је због великога новаца одлучио да одустане од похода у Партији и да крене у Египат, иако као проконзул Сирије није смео да са војском напушта провинцију. Уосталом и сибилске књиге су забрањивале да се Птолемеј XII Аулет врати на трон уз употребу веће војске. Аул Габиније је без одобрења Сената 55. п. н. е. кренуо на челу војске у Египат са циљем да врати на власт Птолемеја XII Аулета. Габиније је након кратке кампање успешно заузео Египат и вратио трон Птолемеју XII Аулету, а током похода помагао му је млади Марко Антоније. Након што је Птолемеју XII Аулету вратио трон оставио је део војске, тзв. габинијане да га штите. Габинијани су се борили против свих, који би се побунили против краља, а касније су се борили и против Јулија Цезара.

## Други период владавине
Птолемеј је по преузимању власти наредио да се убије његова ћерка Береника IV, а пошто му је био потребан новац да плати кредиторе побио је многе угледне и богате људе. По повратку на власт римски кредитори су од њега тражили да им враћа посуђени новац. Међутим државна благајна није имала толико новца, а повећање пореза је представљало непопуларан потез, који га је раније коштао трона. Птолемеј је због свега тога свога главнога кредитора Гаја Рабирија Постума именовао за министра финансија. Постум је са тога положаја наплаћивао дуг, али обновили су се немири због великих оптерећивања народа. Ипак нису сматрали краља главним кривцем него Постума, кога је Птолемеј под притиском гневнога народа био присиљен да ухапси. Гај Рабирије Постум је побегао из затвора и вратио се 54. п. н. е. у Рим. Након тога Птолемеј је почео да смањује вредност новцу, све са циљем да отплати дугове. При крају владавине проценат сребра у сребреном новцу пао је на половину.

## Тестамент
Пре него што је умро оставио је тестамент, којим је Рим требало да буде колективни старатељ за најстаријега сина Птолемеја XIII и ћерку Клеопатру VII. Требало је да се њех двоје узму и да заједнички владају Египтом.

## Породично стабло
|  |                               |  |  |  |  |  |  |  |  |  |  |  |  |  |  |  |
|  | 4. Птолемеј VIII Фискон       |  |  |  |  |  |  |  |  |  |  |  |  |  |  |  |
|  |                               |  |  |  |  |  |  |  |  |  |  |  |  |  |  |  |
|  |                               |  |  |  |  |  |  |  |  |  |  |  |  |  |  |  |
|  | 2. Птолемеј IX Латир          |  |  |  |  |  |  |  |  |  |  |  |  |  |  |  |
|  |                               |  |  |  |  |  |  |  |  |  |  |  |  |  |  |  |
|  |                               |  |  |  |  |  |  |  |  |  |  |  |  |  |  |  |
|  | 5. Клеопатра III              |  |  |  |  |  |  |  |  |  |  |  |  |  |  |  |
|  |                               |  |  |  |  |  |  |  |  |  |  |  |  |  |  |  |
|  |                               |  |  |  |  |  |  |  |  |  |  |  |  |  |  |  |
|  | 1. Птолемеј XII Аулет         |  |  |  |  |  |  |  |  |  |  |  |  |  |  |  |
|  |                               |  |  |  |  |  |  |  |  |  |  |  |  |  |  |  |
|  |                               |  |  |  |  |  |  |  |  |  |  |  |  |  |  |  |
|  | 6. Птолемеј VIII Фискон (= 4) |  |  |  |  |  |  |  |  |  |  |  |  |  |  |  |
|  |                               |  |  |  |  |  |  |  |  |  |  |  |  |  |  |  |
|  |                               |  |  |  |  |  |  |  |  |  |  |  |  |  |  |  |
|  | 3. Клеопатра IV               |  |  |  |  |  |  |  |  |  |  |  |  |  |  |  |
|  |                               |  |  |  |  |  |  |  |  |  |  |  |  |  |  |  |
|  |                               |  |  |  |  |  |  |  |  |  |  |  |  |  |  |  |
|  | 7. Клеопатра III (= 5)        |  |  |  |  |  |  |  |  |  |  |  |  |  |  |  |
|  |                               |  |  |  |  |  |  |  |  |  |  |  |  |  |  |  |
|  |                               |  |  |  |  |  |  |  |  |  |  |  |  |  |  |  |

## Породица
Оженио се Клеопатром Трифеном, познатом као Клеопатра V Трифена и имали су децу:
- Береника IV, која је једно време била краљица од 58. до 55. п. н. е.
- Клеопатра VII, последња краљица Египта
- Арсиноја IV
- Птолемеј XIII
- Птолемеј XIV
- Клеопатра VI Трифена